# Bodó
Bodó là một đô thị thuộc bang Rio Grande do Norte, Brasil. Đô thị này có diện tích 253,513 km², dân số năm 2007 là 2775 người, mật độ 10,9 người/km².